# Simple Thing
『Simple Thing』（シンプル・シング）は、いしだ壱成の1枚目のオリジナル・アルバム。1994年3月25日にeast west japanから発売された。

## 概要
先行シングル「WARNING」を収録。サウンドは自身が影響を受けたレゲエを取り入れている。

## 収録曲
- 全作詞・作曲：いしだ壱成[1]
- 全編曲：いしだ壱成・中村哲[1]

1. Love Popsy Love
2. Simple Thing
3. ORIGINALITY
  - 1枚目シングル「WARNING」C/W曲。
4. WARNING Album Version
  - 1枚目シングルの別バージョン。
5. My Friend
6. BIRDMAN
7. SUGAR
8. Little Bit Child
9. DI・BA・DA
10. Souvenir Love